# Ricard Masó i Llunes
Ricard Masó i Llunes (Sant Feliu de Guíxols, 8 d'octubre de 1936 - Girona, 23 d'abril de 2015) va ser un cartògraf, aparellador, polític i activista cultural català. Va ser un dels impulsors del Premi Prudenci Bertrana.

## Biografia
Llicenciat en geografia i història per la Universitat Autònoma de Barcelona i en arquitectura tècnica per la Universitat Politècnica de Catalunya, va exercir de cap del Servei d'Estudis i Documentació de la Diputació de Girona. Va fundar la primera Societat de Cartografia Aèria Catalana i va ser membre del consell rector de l'Institut Cartogràfic de Catalunya i professor de cartografia del Col·legi Universitari de Girona. Ingressà a CDC el 1976. Va ser comissari de Girona del moviment Minyons Escoltes i també de la Fundació Justícia i Pau.
Fou elegit diputat per la circumscripció de Girona a les eleccions al Parlament de Catalunya de 1980, 1984 i 1988 per Convergència i Unió. Va ser vocal de l'Associació d'Antics Diputats del Parlament de Catalunya. Des de 1983, presidí la comissió dels Premis Literaris de Girona. La Generalitat de Catalunya li atorgà la Creu de Sant Jordi el 2014.

## Obres
- Museus de les comarques de Girona
- Festes i tradicions populars
- Mapa ramader de les comarques de Girona